# Кар (Италия)
Вижте пояснителната страница за други значения на Кар.
Ка̀р (на италиански и на френски: Quart, на местен диалект: Car, Кар, от 1929 до 1946 г. Quarto Pretoria, Куарто Претория) е община в Северна Италия, автономен регион Вале д'Аоста. Разположена е на 535 m надморска височина. Населението на общината е 3823 души (към 2010 г.).
Административен център на общината е село Вилфранш (Villefranche).